# Don Gladstone
Donald David „Don“ Gladstone (* 3. Juni 1948; † 26. Mai 2020) war ein US-amerikanischer Jazz- und Studiomusiker (Kontrabass, E-Bass).

## Leben und Wirken
Gladstone arbeitete ab den 1970er-Jahren in der New Yorker Musikszene; als Studiomusiker wirkte er zunächst bei verschiedenen Funk-, Disco- und Pop Produktionen mit, u. a. von Inner City Symphony, The Average Disco Band und Taylor Dayne; ferner spielte er mit Mike McGovern (von Jay and the Americans). Erste Aufnahmen im Jazz entstanden mit Harold Ousley (That's When We Thought Of Love, 1986) und mit dem Quartett des Gitarristen Rick Stone (Far East (1988), mit Kenny Barron und Curtis Boyd), 1997 noch mit der Sängerin Laura Theodore (What Is This Thing Called Love).
Ab den 1990er- bis in die frühen 2000er-Jahre spielte Gladstone vor allem in North Carolina, wohin er mit seiner Frau Phyllis gezogen war, in der Group Sax (der u. a. Gregg Gelb, Ray Codrington, Ed Paolantonio und Peter Ingram angehörten), außerdem in der Gregg Gelb Swing Band, mit Jon Metzger und Ed Paolantonio. Im Bereich des Jazz war er laut Tom Lord zwischen 1986 und 2002 an zehn Aufnahmesessions beteiligt. Als Sessionmusiker ist er auch auf dem Album Back in Your Life (1979) von Jonathan Richman & The Modern Lovers zu hören.

## Diskographische Hinweise
- Group Sax: All's Well (1992)
- Jon Metzger, Gregg Gelb: Times Fly: The Music of Benny Goodman (2001)